# Patsy Watchorn

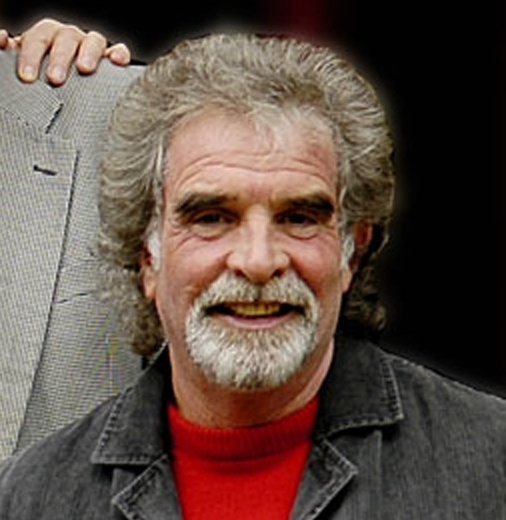
Patsy Watchorn (ungefähr 2005)

Patsy Watchorn (* 16. Oktober 1944) ist ein irischer Folk-Sänger und Banjo-Spieler.
Mehr als 20 Jahre war er der Sänger der Dublin City Ramblers, die er erst im Jahre 1995 verließ. 2002 feierte er das 25-Jahr-Jubiläum seines größten Hits Dublin in the rare auld times. Auftritte im Fernsehen und Radio folgten. Außerdem kam seine CD „The very best of Patsy Watchorn“ auf den Markt. Danach veröffentlichte er noch zwei weitere CDs.
Als Paddy Reilly 2005 die Dubliners verließ, stieg Watchorn dort ein und gehörte bis zu deren Auflösung Ende 2012 zu dieser Gruppe. Bei den Dublin Legends, die sich aus verbliebenen Mitgliedern der Dubliners formte, war er zunächst Mitglied, bis er im April 2014 aus der Gruppe ausstieg. Eines der anderen Bandmitglieder ist sein Bruder Paul.

## Diskographie
- Pub with No Beer (1996)
- Sonia’s Song (1996)
- The Craig and Porter Too (1998)
- Raised on Songs and Stories (2000)
- The Rare Old Times: The Very Best of Patsy Watchorn (2002)
- Hearts on Fire (2003)
- Irish Rebel Heroes (2004)
- Now (2011)